# Norddarfur
Norddarfur (arabisk: شمال دارفور) er én af 15 wilayat eller delstater i Sudan, og en del af Darfur-regionen. Området er på 296.420 km² og har en befolkning på omtrent 1.583.000 (2006). 
Al-Fashir regnes som hovedstad i staten, mens andre vigtige byer er Kutum og Tawila.

## Administrativ inddeling
Delstaten er inddelt i tolv mahaliyya:
1. Al Fashir
2. Al Sireaf
3. Al Tawisha / Al Lait
4. Al Waha
5. Kabkabiya
6. Kalmando
7. Kuma
8. Kutum
9. Malha
10. Mallit
11. Saraf Omra
12. Um Kadada

17°44′17″N 25°29′57″Ø / 17.73806°N 25.49917°Ø